# Tapak Gedung
Tapak Gedung is een bestuurslaag in het regentschap Kepahiang van de provincie Bengkulu, Indonesië. Tapak Gedung telt 662 inwoners (volkstelling 2010).